# Conciles de Chelsea
Plusieurs conciles ou synodes se sont tenus à Chelsea aux VIIIe et IXe siècles, notamment en 787 et en 816.

## Le concile de 787

Carte des provinces de l'Église en Angleterre après le concile de Chelsea de 787.

Le concile de 787, décrit comme « controversé » par la Chronique anglo-saxonne, débouche sur la division de la province de Cantorbéry. L'évêché de Lichfield est élevé au rang d'archevêché avec autorité sur les diocèses de Mercie et d'Est-Anglie. Le concile répond ainsi aux vœux du puissant roi Offa de Mercie qui souhaite que son royaume possède son propre archevêque indépendant du siège de Cantorbéry. Deux autres conciles se déroulent à Chelsea en 788 et 789, toujours sous l'égide d'Offa. La division de l'Angleterre en trois provinces est éphémère et ne se prolonge que quelques années après la mort d'Offa, en 796. La situation antérieure est rétablie par le concile de Clofesho en 803.

## Le concile de 816
Le concile de juillet 816 est présidé par l'archevêque de Cantorbéry Wulfred. Il décrète que les abbayes se trouvent sous la juridiction de l'évêque du diocèse où elles se trouvent et que les rois et autres seigneurs laïcs n'ont pas le droit d'en nommer les abbés et abbesses . Les canons de ce concile sont préservés dans le manuscrit Cotton MS Vespasian A XIV de la British Library, compilé pour l'archevêque Wulfstan d'York au début du XIe siècle.